# Arlindo Chinaglia
Arlindo Chinaglia Junior (Serra Azul, 24 de diciembre de 1949) es un médico y político brasileño. Afiliado al Partido de los Trabajadores, es diputado federal desde 1995. Entre 2016 y 2017 fue presidente del Parlamento del Mercosur. Presidió la Cámara de Diputados de Brasil entre febrero de 2007 y febrero de 2009.

## Biografía
Es licenciado en medicina por la Universidad de Brasilia, con especialización en salud pública. Ha presidido la Central Única dos Trabalhadores y el sindicato de médicos del estado de São Paulo. Fue fundador del Partido de los Trabajadores.
Fue elegido diputado estadual en 1990 y, desde 1995 (por cinco legislaturas consecutivas), es diputado federal. Se destacó durante el gobierno de Fernando Henrique Cardoso (1995-2002). Se hizo conocido por proponer Comisiones Parlamentarias de Investigación.
Entre 2001 y 2002, ejerció el cargo de Secretario de Implementación de las Subprefecturas, en la ciudad de São Paulo.
En la legislatura 2007-2009 fue elegido presidente de la Cámara de Diputados, prometiendo combatir a los "detractores" del Congreso Nacional. En una declaración a la revista británica The Economist, expresó: «quien quiera que ataque al Parlamento [...] también ataca la democracia». Al dejar el mandato, pidió disculpas a los diputados por el exceso de rigor durante su desempeño.
Desde agosto de 2015 es parlamentario del Mercosur.